# 韋斯涅博洛格湖
56°36′45″N 29°20′31″E / 56.61250°N 29.34194°E
韋斯涅博洛格湖（俄语：Веснеболог），是俄羅斯的湖泊，位於該國西北部，由普斯科夫州負責管轄，處於普希金山莊區，面積3.4平方公里，集水區面積27.25平方公里，平均水深4米，最大水深6米。